# Choristerlawaaimaker
De choristerlawaaimaker (Cossypha dichroa) is een kleine insectenetende vogel die voorkomt in Zuid-Afrika. Daar heet deze vogel Lawaaimakerjanfredrik omdat de roep lijkt op het geluid van een boormachine. De vogel heeft een verborgen leefwijze (Die Lawaaimakerjanfredrik kom gewoonlik een-een voor en is beperk tot immergroen woude waar dit in die blaredak hou).

## Kenmerken
De vogel is 19 tot 20 cm lang en weegt 38 tot 48 g. De vogel is van boven donker, de kop is bijna zwart tot onder het oog. De rug en vleugeldekveren zijn donker leigrijs. De staart en de stuit zijn roodbruin. De keel, nek, borst en buik zijn oranje tot roodbruin van kleur. De poten zijn roze-achtig grijs en de snavel is zwart. Er is geen uiterlijk verschil tussen de geslachten.

## Verspreiding en leefgebied
Er zijn twee ondersoorten:
- C. d. dichroa (Swaziland en het zuiden van Zuid-Afrika)
- C. d. mimica (het noorden van Zuid-Afrika)

De vogel broedt in het noorden van zijn verspreidingsgebied in montaan groenblijvend bos en struikgewas tussen de 1400 en 1800 m boven de zeespiegel. In het zuiden komt de vogel voor tot op zeeniveau in groenblijvend bos langs rivieren. In de winter komt de vogel in tuinen voor die liggen in de buurt van bos.

## Status
De grootte van de populatie is niet gekwantificeerd. Plaatselijk is de vogel algemeen, maar door ontbossingen is veel van het leefgebied verloren gegaan. Echter, het tempo van aantasting ligt onder de 30% in tien jaar (minder dan 3,5% per jaar). Om deze redenen staat de choristerlawaaimaker als niet bedreigd op de Rode Lijst van de IUCN.